# Argia eliptica
Argia eliptica är en trollsländeart som beskrevs av Selys 1865. Argia eliptica ingår i släktet Argia och familjen dammflicksländor. Inga underarter finns listade i Catalogue of Life.